# Mydlniki

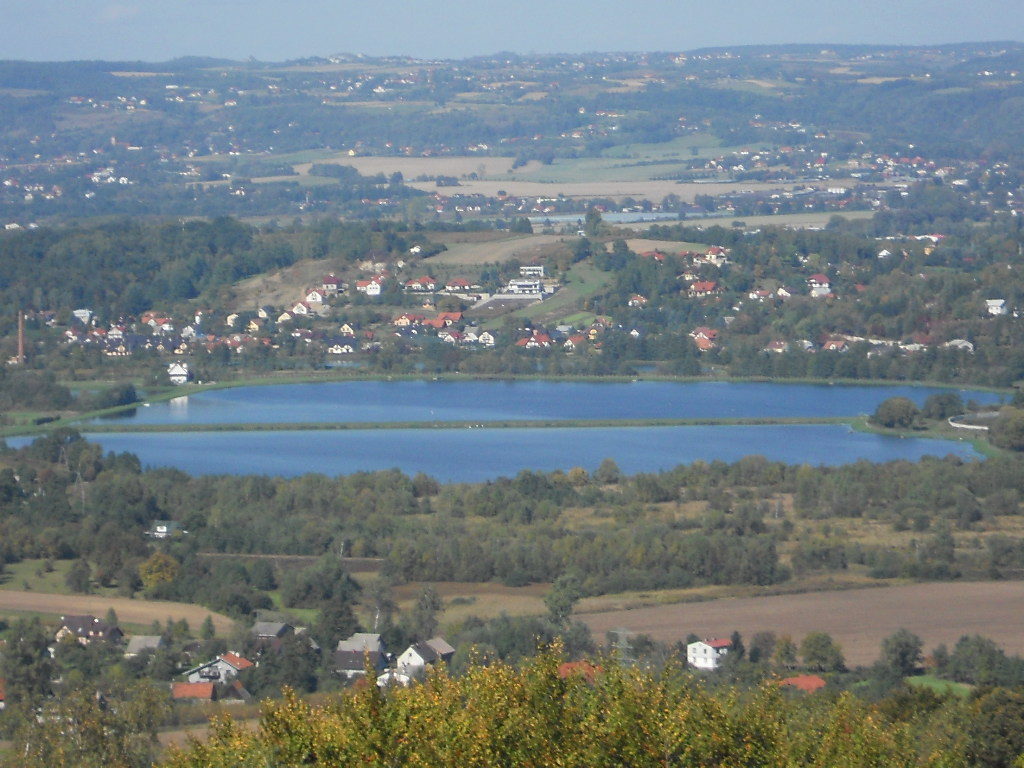
Stawy w Mydlnikach, widok z Kopca Piłsudskiego

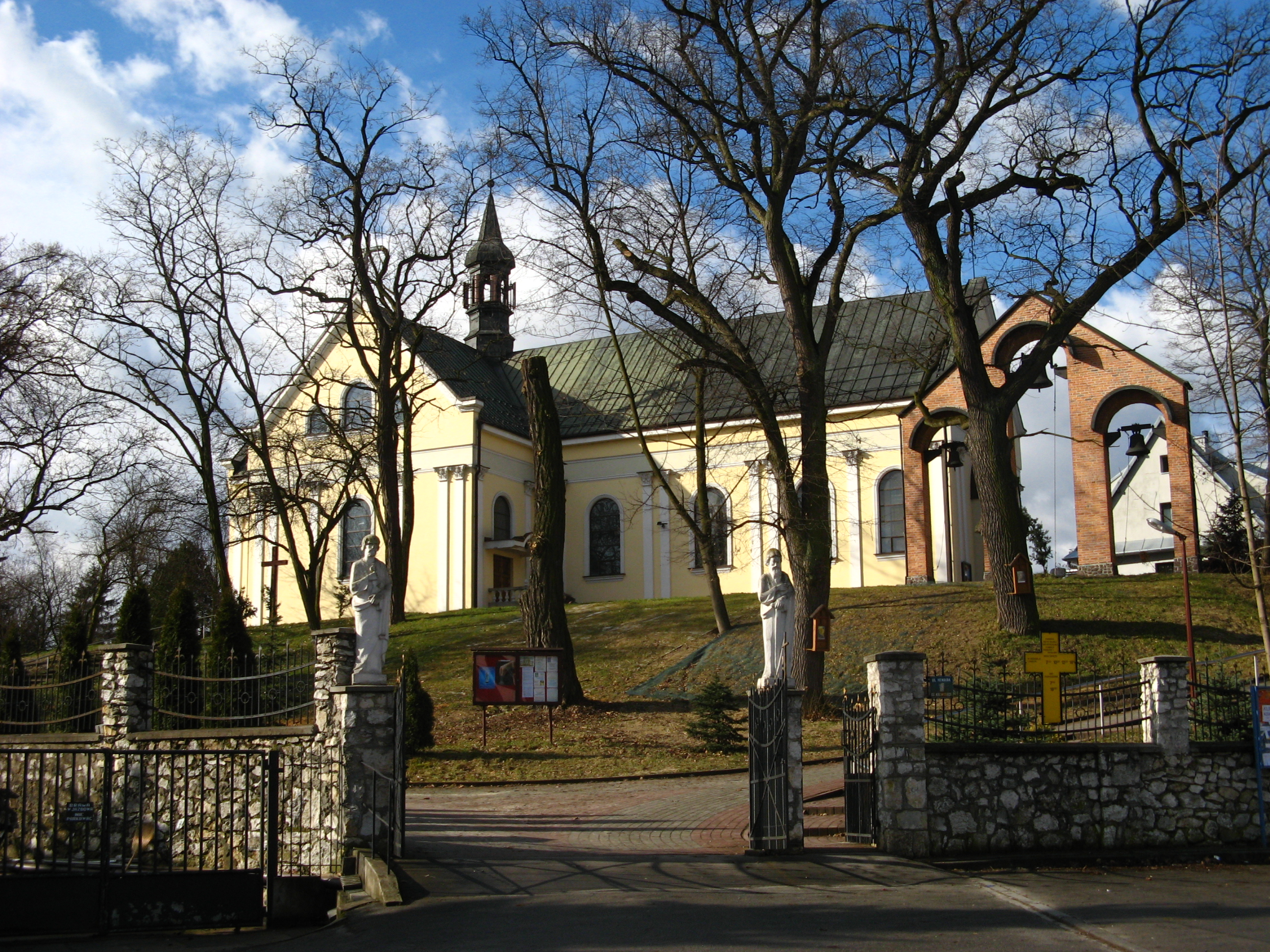
Kościół Matki Bożej Nieustającej Pomocy w Mydlnikach

Mydlniki – obszar Krakowa wchodzący w skład Dzielnicy VI Bronowice, dawniej wieś służebna. Przyłączona do Krakowa 1 stycznia 1973. 
Najstarsze informacje o wsi Mydlniki pochodzą z 1226 roku. Wtedy miejscowa osada została nazwana de Midlnik. W kolejnych dokumentach nazwa wsi jest zapisywana jako Midlnyky, Medlnyki, Midlniki. Prawdopodobnie nazwa pochodzi od ludzi zajmujących się wytwarzaniem mydła.
W latach 1954–1972 wieś należała i była siedzibą władz gromady Mydlniki.

## Zabytki
- Młynówka Królewska – sztuczny kanał, zbudowany na rozkaz króla Władysława Łokietka
- stara kuźnia, z 1870 r. Obecnie w budynku mieści się Filia nr 23 Biblioteki Kraków (ul. Balicka 297)[3]
- kamienny obelisk z Matką Boską na szczycie, który pierwotnie służył jako 
pręgierz na Krakowskim Rynku
- Fort pomocniczy piechoty 41a „Mydlniki” wybudowany przed I wojną światową

## Szlaki turystyczne
- Rowerowy Szlak Orlich Gniazd
- Piesza trasa turystyczno-kulturowa Bronowice Małe – Mydlniki
- Młynówka Królewska – trakt pieszo-rowerowy biegnący wzdłuż dawnego koryta rzeki Młynówka

## Infrastruktura
Najstarsza część Mydlnik stanowiąca dzisiaj swego rodzaju centrum to przede wszystkim okolice kościoła, Klubu Kultury i szkoły podstawowej tj. ul. Balicka, Dolińskiego, Hemara, Kurozwęckiego, Wierzyńskiego, Brzezińskiego.
Po 2000 roku obszar Mydlnik zaczął się mocno urbanizować za sprawą powstających nowych osiedli. Wybudowano kilkupiętrowe bloki przy ulicach: Darowskiego, Myczkowskiego, Wierzyńskiego i Łupaszki. Powstało też osiedle domów jednorodzinnych przy ul. Balickiej w tzw. Kasztankach (okolice przystanku kolejowego Kraków Młynówka).
Na terenie Mydlnik znajdują się:
- Klub Kultury "Mydlniki" (dawny Dom Ludowy)
- place zabaw
- 2 ośrodki zdrowia
- placówka Poczty Polskiej
- kilka obiektów handlowych
- obiekty usługowe
- przedszkola prywatne
- Szkoła Podstawowa nr 138 im. Polskich Wojsk Lotniczych
- biblioteka publiczna - filia nr 23 Biblioteki Kraków (budynek dawnej kuźni)
- wydziały Uniwersytetu Rolniczego
- stawy hodowlane UR
- były kamieniołom wapienia (Mydlnicka Fabryka Wapna i Kamieniołomy braci Kamsler)
- dawne boisko LKS Mydlniczanka (klub nie istnieje)
- dworek UR (dawniej Schoenów)

Od 19 stycznia 1951 roku w Mydlnikach istnieje katolicka Parafia Matki Bożej Nieustającej Pomocy. Duszpasterstwo na terenie Mydlnik działa od 15 sierpnia 1914, kiedy to odprawiono pierwszą Mszę Świętą  w kaplicy w budynku dawnej karczmy (budynek znajdował się w miejscu obecnej kapliczki św. Cyryla i Metodego, przy skrzyżowaniu ul. Balickiej i Hemara).

## Komunikacja

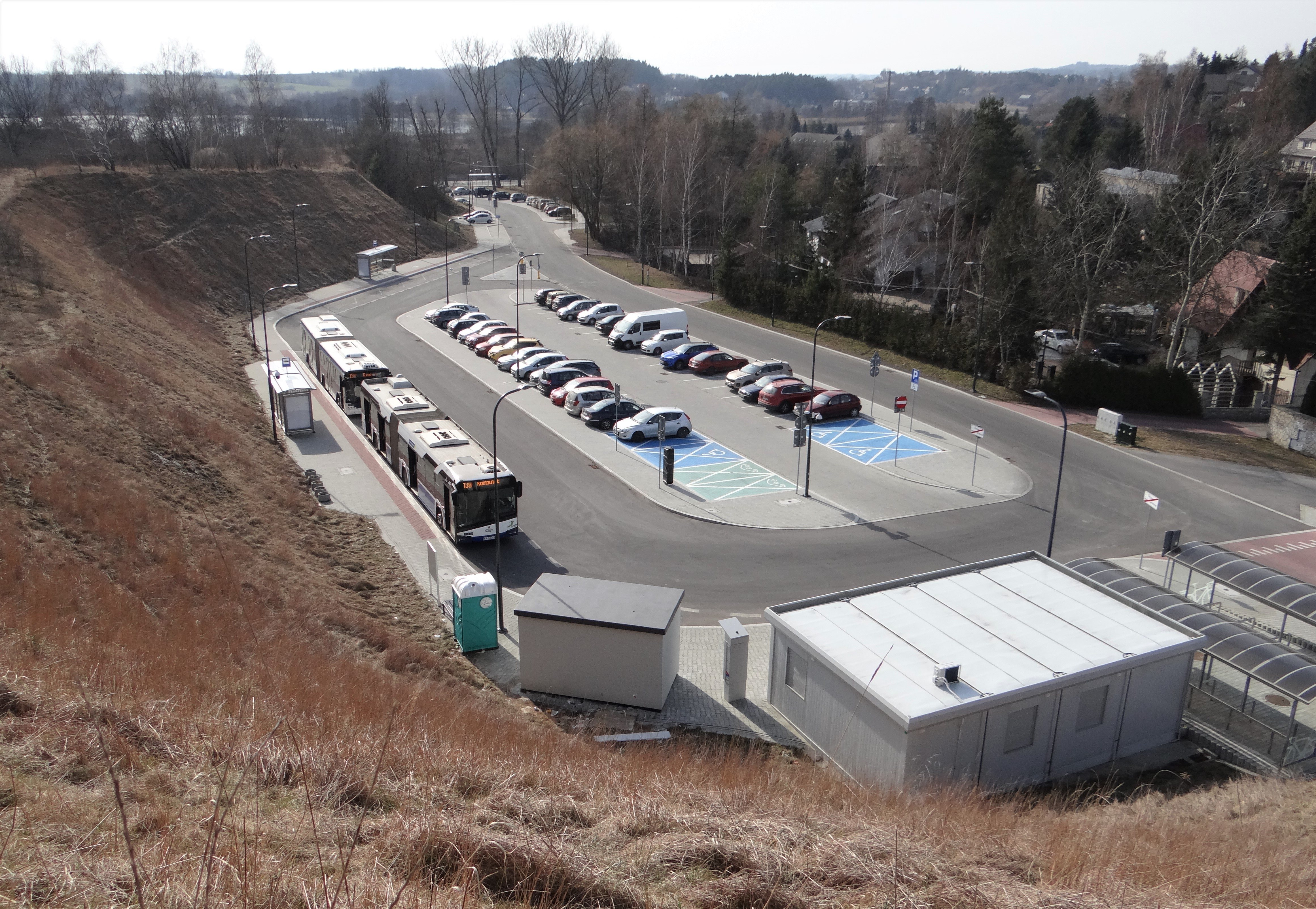
Parking P+R Mydlniki Wapiennik (ul. P. Brzezińskiego)

Transport publiczny opiera się na liniach autobusowych obsługiwanych przez MPK S.A. w Krakowie.
Do pętli Mydlniki Wapiennik P+R kursują linie dzienne 164, 199 oraz nocna 601. Ulicą Balicką kursują również linie aglomeracyjne 218, 228, 298 oraz nocna 918. Przez ul. Zakliki z Mydlnik kursuje linia 126.
W Mydlnikach znajduje się stacja kolejowa „Kraków Mydlniki” oraz przystanek kolejowy „Kraków Mydlniki Wapiennik” (wraz z pętlą przesiadkową P+R), które obsługują lokalny ruch na odcinku Katowice – Kraków. Ponadto znajdują się przystanki "Kraków Zakliki" oraz "Kraków Młynówka" na linii łączącej Kraków z lotniskiem Balice.

## Rozwój kolei aglomeracyjnej
W 2006 roku uruchomiono połączenie kolejowe do lotniska w Balicach, jednakże mocno wyeksploatowane torowisko, używane przez pociągi dowożące paliwo do lotniska oraz w celach wojskowych, a także brak infrastruktury przystankowej uniemożliwiały korzystanie z pociągu mieszkańcom Mydlnik.
W lutym 2014 roku rozpoczęła się przebudowa linii kolejowej do lotniska w Balicach. W ramach inwestycji na terenie Mydlnik powstały dwa przystanki kolejowe:
- Kraków Młynówka, przy ul. Balickiej
- Kraków Zakliki, przy ul. Zakliki

Krajobraz Mydlnik uległ znacznej zmianie. Jednotorowa nitka została zastąpiona dwoma torami oraz zelektryfikowana, co umożliwia kursowanie nowoczesnych pociągów. Stary przejazd kolejowy przez ul. Balicką został zastąpiony wiaduktem kolejowym, obok którego znajduje się przystanek kolejowy Kraków Młynówka oraz miejsca parkingowe. Podobnie przebudowane i zabezpieczone zostały przecięcia torów z traktem Młynówka Królewska i ulicami Zygmunta Starego oraz ul. Zakliki.
Mimo opóźnień na końcowym etapie przebudowy linii kolejowej, pociąg do Balic ostatecznie wznawia swoje kursowanie 28 września 2015 roku. Od tego momentu, nowoczesne składy należące do Kolei Małopolskich kursują co 30 min na trasie z Wieliczki do Portu Lotniczego w Balicach. Docelowo pociągi mają kursować co 15 minut, po modernizacji linii kolejowej Kraków-Katowice.

## Dworek Schoenów w Mydlnikach
W 1880 roku Austriacy Adolf i Czesława Schoenowie kupili od hrabiny Zofii Darowskiej (wdowie po hrabim Felicjanie Darowskim) 146 hektarów ziemi w Mydlnikach. W 1885 roku na terenie tego majątku wybudowali swoją rezydencję, nazwaną wtedy "dolnym pałacykiem" (dla odróżnienia od pałacu "górnego", który znajdował się na miejscu obecnego mydlnickiego kościoła, a gdzie zamieszkiwała hrabina). W skład założenia dworskiego weszły także dwupiętrowy spichlerz oraz parterowy budynek inwentarski i magazyn. Służyły one głównie do przechowywania zbóż i suszonek oraz utrzymania zwierząt gospodarskich.
Od 1918 roku majątki w Mydlnikach zaczął przejmować polski rząd, od którego odkupiło je ówczesne Studium Rolnicze UJ. Obecnie dawny dworek Schoenów, zlokalizowany przy ulicy Balickiej 253, jak i budynki gospodarcze stanowią własność Uniwersytetu Rolniczego w Krakowie.
Dworek pełni funkcję reprezentacyjną Uczelni - znajdują się tu sale konferencyjne, kawiarnia i kilka pokojów gościnnych. W budynkach gospodarczych, których gruntowny remont zakończył się w 2019 roku, znalazły się różne pomieszczenia dydaktyczne oraz sala konsumpcyjna.

## Spółdzielnia Związku Kaflarzy „Kafel”
W Mydlnikach od 1935 roku istniała Spółdzielnia Związku Kaflarzy „Kafel”. Została zarejestrowana w początkach 1929 roku. Wkrótce zakupiono działkę pod budowę zakładu w Mydlnikach. Został on uroczyście otwarty w 1935 roku. Udziałowcami Spółdzielni byli zduni, a zakład skoncentrował się na produkcji kafli. Tę działalność kontynuowano także w okresie powojennym, aż do lat 70. XX wieku. W 1975 roku Spółdzielnia „Kafel” weszła w skład „Cepelii”, czego wynikiem było między innymi poszerzenie produkcji o ceramikę dekoracyjną i użytkową oraz zatrudnienie artystów plastyków, którzy projektowali formy wyrobów i ich dekoracje. To w tym czasie ze Spółdzielnią związała się Julia Flis, absolwentka Wydziału Ceramiki Szkoły Sztuk Pięknych we Wrocławiu. W zakładzie nadal wyrabiano kafle, rozwijając ich produkcję w kierunku coraz większej różnorodności – „Kafel” znany był z kafli o znakomitej jakości, wytwórni zlecano więc także prace rekonstrukcyjno-konserwatorskie dotyczące zabytkowych pieców kaflowych.
W zbiorach Muzeum Narodowego w Krakowie znajdują się zarówno przykłady powojennej, „cepeliowskiej” produkcji, jak i wyroby kaflarskie. Jednym z nich jest okrągły dekiel z nazwą Spółdzielni, pochodzący z wybudowanego w latach 70. XX wieku pieca ogrzewającego przed laty jeden z muzealnych budynków.

## Postaci związane z Mydlnikami
- Zaklika z Mydlnik
- Erazm Danigiel
- Wincenty Darowski
- Czesława i Adolf Schoen
- Ludwik Rydygier[9]
- Teodor Spiczakow
- Jan Włodek
- Emil Godlewski
- Franciszek Klima